# Det er bare os høns
Det er bare os høns er en dansk animationsfilm fra 1992, der er instrueret af Jannik Hastrup efter eget manuskript.

## Handling
En mand vil have høns, erfaringerne har han ikke, men man kan vel lære? Et par flotte eksemplarer af slagsen flytter ind - og langsomt, men sikkert overtager de styringen. De brokker sig over den service de får, og til sidst har manden problemer med at være herre i eget hus. Høns vil gerne have et selvstændigt liv, og det har man jo også hørt om i kønsrolledebatten, ikke?